# Euripus semperi
Euripus semperi är en fjärilsart som beskrevs av Hans Fruhstorfer 1914. Euripus semperi ingår i släktet Euripus och familjen praktfjärilar. Inga underarter finns listade i Catalogue of Life.